# Essing
Essing é um município da Alemanha, no distrito de Kelheim, na região administrativa de Niederbayern , estado de Baviera.